# گولوبوک
گولوبوک (به صربی: Golobok) یک روستا در صربستان است که در اسمدرفسکا پلانکا واقع شده‌است. گولوبوک ۲٬۳۹۶ نفر جمعیت دارد.